# Малоазийские алфавиты
Малоазийские алфавиты — группа алфавитов, возникших около X—VIII вв. до н. э. для ряда языков Малой Азии, принадлежавших к анатолийской ветви индоевропейских языков. Происходят от финикийского алфавита, однако, по-видимому, испытали также влияние южноаравийского письма. По одной из гипотез, греческий алфавит возник под их влиянием, однако, несмотря на внешнее сходство с греческими, многие малоазийские буквы имеют иное чтение.
Дешифрованы лишь частично, значение многих букв остаётся неясным, так как языки, на которых выполнены надписи, являются мёртвыми. Дешифровке способствовал тот факт, что некоторые малоазийские надписи сопровождались параллельными текстами на греческом языке; кроме того, большое количество малоазийских имён сохранилось в древнегреческой историографии.

## Перечень малоазийских алфавитов
- Карийский алфавит
- Паракарийский алфавит (фальсификация?)
- Лидийский алфавит
- Паралидийский алфавит (единственная надпись на камне из стены Сардской синагоги[1])
- Ликийский алфавит
- Сидетский алфавит